# Scoliophthalmus gyratus
Scoliophthalmus gyratus är en tvåvingeart som först beskrevs av Seguy 1941.  Scoliophthalmus gyratus ingår i släktet Scoliophthalmus och familjen fritflugor. Inga underarter finns listade i Catalogue of Life.